# Nissan R390 GT1
La Nissan R390 GT1 est basée sur la R390 road car destinée à la route. La R390 GT1 est une voiture de course construite pour les 24 Heures du Mans 1997 et 1998. Mais elle décrocha des résultats peu convenant pour Nissan : 12e sur 17 à l'arrivée des 24 Heures du Mans 1997 et les deux autres ont abandonné. Mais les résultats ont été bien meilleurs en 1998 avec une 3e place, une 5e place et une 6e place. La version routière sera fabriquée à 1 exemplaire. 